# Neochanna burrowsius
Neochanna burrowsius är en fiskart som först beskrevs av Phillipps 1926.  Neochanna burrowsius ingår i släktet Neochanna och familjen Galaxiidae. IUCN kategoriserar arten globalt som sårbar. Inga underarter finns listade i Catalogue of Life.